# Pepe Mauri
José Mauri Carbonell, deportivamente conocido como Pepe Mauri (Barcelona, España, 22 de febrero de 1929- Ibid., 15 de febrero de 1998) fue un jugador y entrenador de fútbol español. Jugaba como delantero y desarrolló la mayor parte de su carrera en el RCD Espanyol, el Granada CF y el Levante UD, con el que obtuvo el Trofeo Pichichi de Segunda División. Tras su retirada, fue entrenador, secretario técnico y consejero del RCD Espanyol.
Era sobrino del futbolista Teodoro Mauri. Sus hijos José y Eduardo Mauri fueron también jugadores profesionales.

## Trayectoria

### Como futbolista
Mauri se formó entre los equipos del Atlètic Turó, el Poble Nou y el CF Mollet, hasta que la temporada 1950/51 firmó su primer contrato profesional con el CE Europa de Barcelona. Esa misma campaña se convirtió en la estrella del equipo, anotando 34 goles que contribuyeron al ascenso de los escapulados a Tercera División. Su eclosión despertó el interés de los dos grandes barceloneses: FC Barcelona y RCD Espanyol se disputaron su fichaje; finalmente, Francisco Perelló le convenció para que el 17 de julio de 1951 firmara con los blanquiazules.
Debutó como periquito el 3 de febrero de 1952, en un partido de liga en Sarriá ante el Sevilla FC, marcando dos goles en la victoria final por 4-3. Las siguientes campañas formó parte de uno de los mejores equipos de la historia del RCD Espanyol, que a las órdenes del argentino Alejandro Scopelli llegó a pelear por el título de liga. En total, Mauri vistió durante seis campañas la camiseta blanquiazul, jugando 87 partidos de liga en los que anotó 29 goles. El verano de 1957 fue traspasado al Granada CF, que acababa de ascender a Primera División. Con los granadinos disputó tres campañas en la máxima categoría, marcado 16 goles en 32 partidos. 
En julio de 1960 se produjo su insólito fichaje por el Levante UD. Mauri, que viajaba de Barcelona a Granada para contraer matrimonio, se encontraba de paso por Valencia; directivos del Levante UD, enterados de esta visita, salieron en su búsqueda con la intención de hacerse con sus servicios. A pesar de la premura de tiempo, los levantinistas lograron convencerle y Mauri firmó un contrato en blanco justo antes de subirse al tren. De este modo, Pepe Mauri se despidió de los terrenos de juego la temporada 1960/61, en Segunda División, con el Levante UD. Anotó 21 goles que le valieron el Trofeo Pichichi como máximo anotador de la categoría, poniendo un broche de oro a su carrera como futbolista.

### Tras su retirada
Tras colgar las botas, inició su carrera como entrenador. En 1968 regresó al RCD Espanyol para trabajar en los equipos juveniles, hasta que la temporada 1970/71 el entrenador del primer equipo, Fernando Daucik le convirtió en su ayudante. Inició así su etapa como segundo entrenador, que se prolongó durante 13 años: tras Daucik (1970-71), acompañó en el banquillo a José Emilio Santamaría (1971-77), Heriberto Herrera (1977-78), José Antonio Irulegui (1978-80), Vicente Miera (1980) y José María Maguregui (1980-83). La temporada 1983/84 se puso al frente del equipo el tándem formado por Misa Pavić y Javier Azkargorta, por lo que Mauri abandonó los banquillos para pasar a ser secretario técnico del club.
Cuando Javier Clemente fue cesado, el 4 de marzo de 1989, a Pepe Mauri le llegó la oportunidad de tomar las riendas del equipo. La plantilla, sin embargo, se posicionó en su contra, y finalmente la directiva del club, atendiendo a las peticiones de sus jugadores, optó por apartalo del cargo el 24 de abril de 1989, 40 días después de su nombramiento. En total, Pepe Mauri estuvo cinco jornadas ligueras al frente del equipo, en las que cosechó dos victorias, dos empates y una derrota. La temporada concluyó con el descenso de los periquitos a Segunda División.
Finalizada definitivamente su etapa en los banquillos, Mauri regresó a los despachos, de nuevo para trabajar en la secretaría técnica del RCD Espanyol. Tras jubilarse, el 20 de octubre de 1994, fue nombrado miembro del Consejo de Administración del club, trabajando en el área social y con las peñas, hasta que falleció el 15 de febrero de 1998, a los 65 años, víctima de un cáncer de vértebras.
Casado con María del Carmen Montero, fue padre de una hija, Elisa, y tres hijos, Eduardo, José y Adolfo. Los tres varones desarrollaron carreras como futbolistas, pero solo dos llegaron a jugar como profesionales: José, que alcanzó la Segunda División en las filas del Granada CF y Eduardo, que jugó en Primera con el RCD Espanyol y posteriormente fue médico del club.

## Clubes
| Club         | País   | Año       |
| ------------ | ------ | --------- |
| CE Europa    | España | 1950-1951 |
| RCD Espanyol | España | 1951-1957 |
| Granada CF   | España | 1957-1960 |
| Levante UD   | España | 1960-1961 |

## Palmarés

### Distinciones individuales
| Distinción                          | Año  |
| ----------------------------------- | ---- |
| Trofeo Pichichi de Segunda División | 1961 |